# تاكانوبو كوماياما
تاكانوبو كوماياما (باليابانية: 小宮山 尊信) (3 أكتوبر 1984 في تشيبا في اليابان – )؛ هو لاعب كرة قدم ياباني سابق كان يلعب كمدافع.

## وصلات خارجية
- تاكانوبو كوماياما على موقع رابطة كرة القدم اليابانية للمحترفين (اليابانية)
- تاكانوبو كوماياما على موقع قاعدة بيانات كرة القدم.إي يو (الإنجليزية)
- تاكانوبو كوماياما على موقع Soccerway.com (الإنجليزية)
- تاكانوبو كوماياما على موقع عالم كرة القدم.نت (الإنجليزية)
- تاكانوبو كوماياما على موقع كووورة